# مرد بعدی (فیلم)
مرد بعدی (به انگلیسی: The Next Man) فیلمی محصول سال ۱۹۷۶ و به کارگردانی ریچارد سی سارافیان است. در این فیلم بازیگرانی همچون شان کانری، کورنلیا شارپه، آلبر پالسن، آدولفو چلی، مارکو سنت جان، بینادس، چارلز سیوفی، ایان کالیر و هایمه سانچز ایفای نقش کرده‌اند.